# Miniland (München)
A Miniland egy hatalmas H0-s méretarányú modellvasúti terepasztal Németországban, Münchentől nem messze, Heimstetten városkában. A terepasztal az egyik legnagyobb a világon. A vonatok közlekedését digitális vezérlőrendszerrel irányítják. A repülőtér is működik, repülőgépek szállnak le és fel. A terepasztal Németország tipikus tájait mutatja be, így megtalálható rajta a Ruhr-vidék, a Zugspitze és a Bayerische Zugspitzbahn vagy a Neuschwanstein kastély is. Egy másik asztal a Bodeni-tavat és Lindaut mutatja be. Az épületben volt kiállítva Frankfurt Hauptbahnhof Legóból felépített mása is. Ajándékbolt és gyerekeknek játszószoba is található itt.

## Megközelítése
A München Hauptbahnhoftól a kettes S-Bahnnal Heimstetten megállóig, majd onnan gyalog.

## Technika
A terepasztal több mint 100 négyzetméteren terül el, amelyen rengeteg jármű, tereptárgy és figura található. Néhány adat a teljesség nélkül:
- Több mint 6600 lámpa,
- 11 000 modellfigura, ebből 3500 a stadionban,
- 47 500 fa és egyéb növény,
- 1400 modellház és épület,
- 1700 autó,
- 294 kitérő